# Blériot 165
Pour les articles homonymes, voir Blériot.
Dimensions
Le Blériot 165 était un avion de ligne français des années 1920. C’était un biplan bimoteur, à la voilure en bois, et au fuselage de construction mixte, en bois et métal. Il effectua son premier vol le 27 octobre 1926. Seuls deux exemplaires furent construits, et utilisés par la compagnie aérienne Air Union.